# Oncothecaceae
Oncothecaceae is een botanische naam, voor een familie van tweezaadlobbige planten. Een familie onder deze naam wordt pas de laatste decennia erkend door systemen van plantentaxonomie, waaronder het APG-systeem (1998) en het APG II-systeem (2003). Een verschil is dat APG I de familie plaatste in de orde Garryales, waar APG II de familie niet in een orde plaatst.
Het gaat om een heel kleine familie, van twee soorten die voorkomen op Nieuw-Caledonië.
Het Cronquist-systeem (1981) plaatste deze familie in de orde Theales.